# Груша звичайна
Груша звичайна (Pyrus communis L.) Місцеві назви — груша дика, лісовка, дичка тощо. З родини розових — Rosaceae.

## Будова
Дерево (20-30 м заввишки). Стовбур стрункий, вкритий товстою бурою корою з глибокими поздовжніми тріщинами. Гілки бурувато-сірі, блискучі, часто з укороченими колючими пагонами. Листки чергові, майже округлі або овальні (2-8 см завдовжки, 1,5-3 см завширшки), по краю дрібнопилчасті з загостреною вершиною, на довгих черешках, густо-повстисто-запушені, пізніше голі. Старі листки темно-зелені, блискучі. Квітки білі або блідо-рожеві (до 3 см у діаметрі), зібрані в 2-12-квіткові щіткоподібні суцвіття. Чашечка з п'яти трикутних листочків, пелюсток п'ять, тичинок багато, маточка одна, стовпчиків п'ять, зав'язь нижня. Плоди мінливі за формою (1,5-4 см завдовжки, 1,5-2 см завширшки), зелені або жовтуваті. Насіння видовжене, з загостреною основою ї заокругленою вершиною.
Росте в другому ярусі деревостанів листяних і мішаних лісів, на галявинах, узліссях. Тіньовитривала, солевитривала, зимостійка рослина. Цвіте у квітні, травні, плоди достигають у вересні, жовтні.

## Поширення
Поширена по всій Україні, крім крайнього Степу. Райони заготівель: Волинська, Житомирська, Рівненська, Сумська, Харківська, Чернігівська області, Прикарпаття, Закарпаття, а також у штучних насадженнях Донбасу, Вінницької, Київської, Черкаської та інших областей. Запаси сировини значні. Дика груша зустрічається в широколистяних, рідше — у хвойних лісах або в чагарникових заростях.

## Практичне використання
Харчова, деревинна, медоносна, лікарська, фітонцидна, танідоносна, фарбувальна, декоративна й фітомеліоративна рослина.

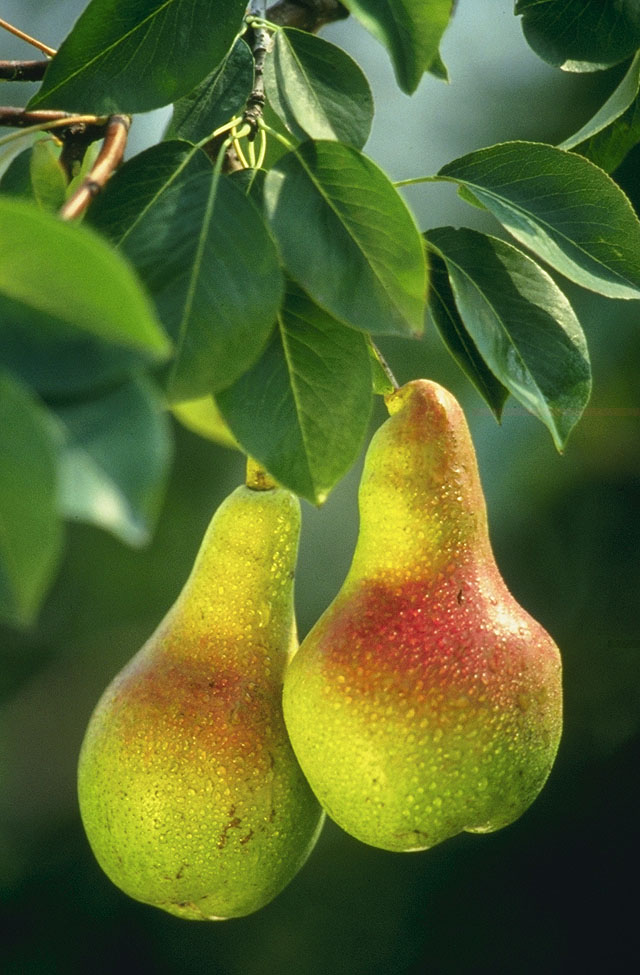
Плоди груші звичайної

Груша звичайна — родоначальниця багатьох культурних сортів. Її сіянці використовують як підщепу при розмноженні цих сортів.

### У харчуванні
Плоди груші містять цукри (9-10 %), яблучну, лимонну кислоти (до 1 %), дубильні й пектинові речовини, ефірні олії, ферменти, мінеральні солі, вітамін С (12 — 22 мг%), каротин і вітамін В1. Улежані плоди смачніші.
Плоди груші вживають у їжу свіжими, сухими. Вони застосовуються в безалкогольній, лікеро-горілчаній та інших галузях харчової промисловості, для виробництва соків, сиропів, екстрактів, вин, начинок, квасу. Плоди є сировиною для приготування оцту, грушевої гірчиці. Сухі плоди служать сурогатом чаю й кави.
У Дагестані сушені груші перемелюються на борошно та додаються до кукурудзяного чи ячмінного борошна. Суміш називають «чілікані» і використовують для приготування млинців, солодкого печива.
Насіння груші містить до 35 % жирної олії, а також білкові речовини.

### У промисловості

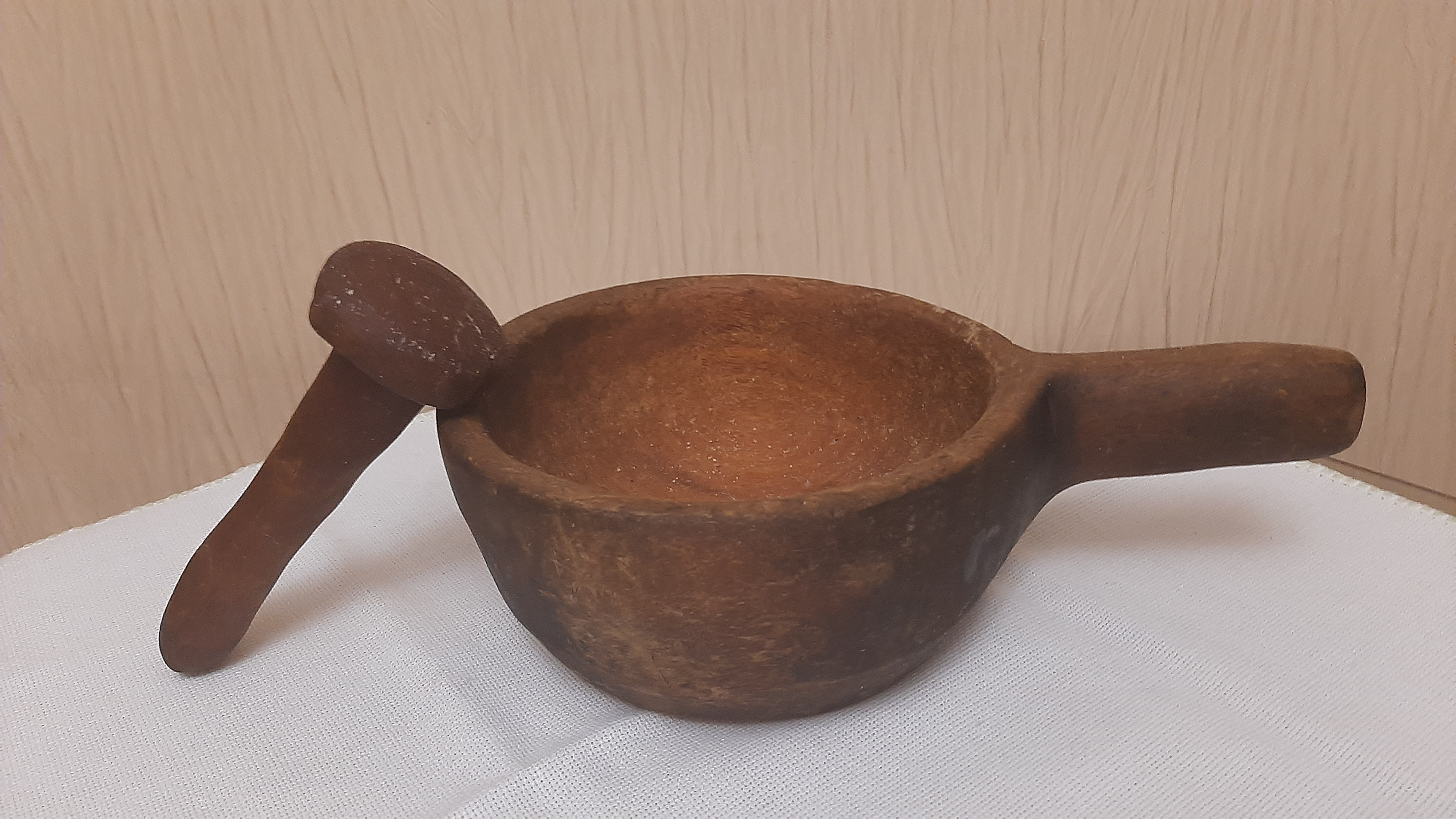
Ковганка — дерев'яна ступка з груші, яка досі використовується в козацькій родині Заволових з кутка Спащина в Носівці з початку 1900-х для товчення сала з цибулею або часником

Деревина груші міцна, щільна, прекрасно полірується й фарбується, при забарвленні чорним лаком подібна до чорного дерева. Використовують для виготовлення токарних і столярних виробів, меблів, музичних інструментів, креслярських приладів.
Груша — посередній весняний медонос, що дає підтримуючий взяток. Медопродуктивність 15-20 кг з 1 га.
У народній медицині плоди груші рекомендують як в'яжучий засіб при розладах шлунка, відвар з них як протигарячковий, а сік і настої — як сечогінний засіб.
У корі молодих дерев міститься 4-7 % танідів. У корі, листках і в соку плодів груші містяться барвники, за допомогою яких тканини фарбують у коричневий, жовтий, ніжно-рожевий і фіолетовий кольори. Камбіальний шар використовують для фарбування килимів.
У садово-парковій культурі грушу застосовують для групових і поодиноких посадок, створення алей, у молодому віці — для високих живоплотів. Це газостійка рослина. Груша звичайна є родоначальником культурних сортів груш.

### У озелененні
Ціниться в полезахисних і прибалкових посадках як посухо- й вітростійка порода.
Насіння груші використовують як посівний матеріал в плодових розсадниках для створення підщеп для культурних сортів груш.
У полезахисному лісорозведенні особливо ціниться груша маслинколиста. Завдяки посухостійкості, морозостійкості, невибагливості до ґрунту, солевитривалості її використовують для закріплення кам'янистих схилів, ярів і балок. Крім того, вона біологічно стійка в лісових умовах, добре витримує запиленість і загазованість повітря, придатна для декорування схилів, створення живоплотів, контрастних груп на газонах.

## Збирання, переробка та зберігання

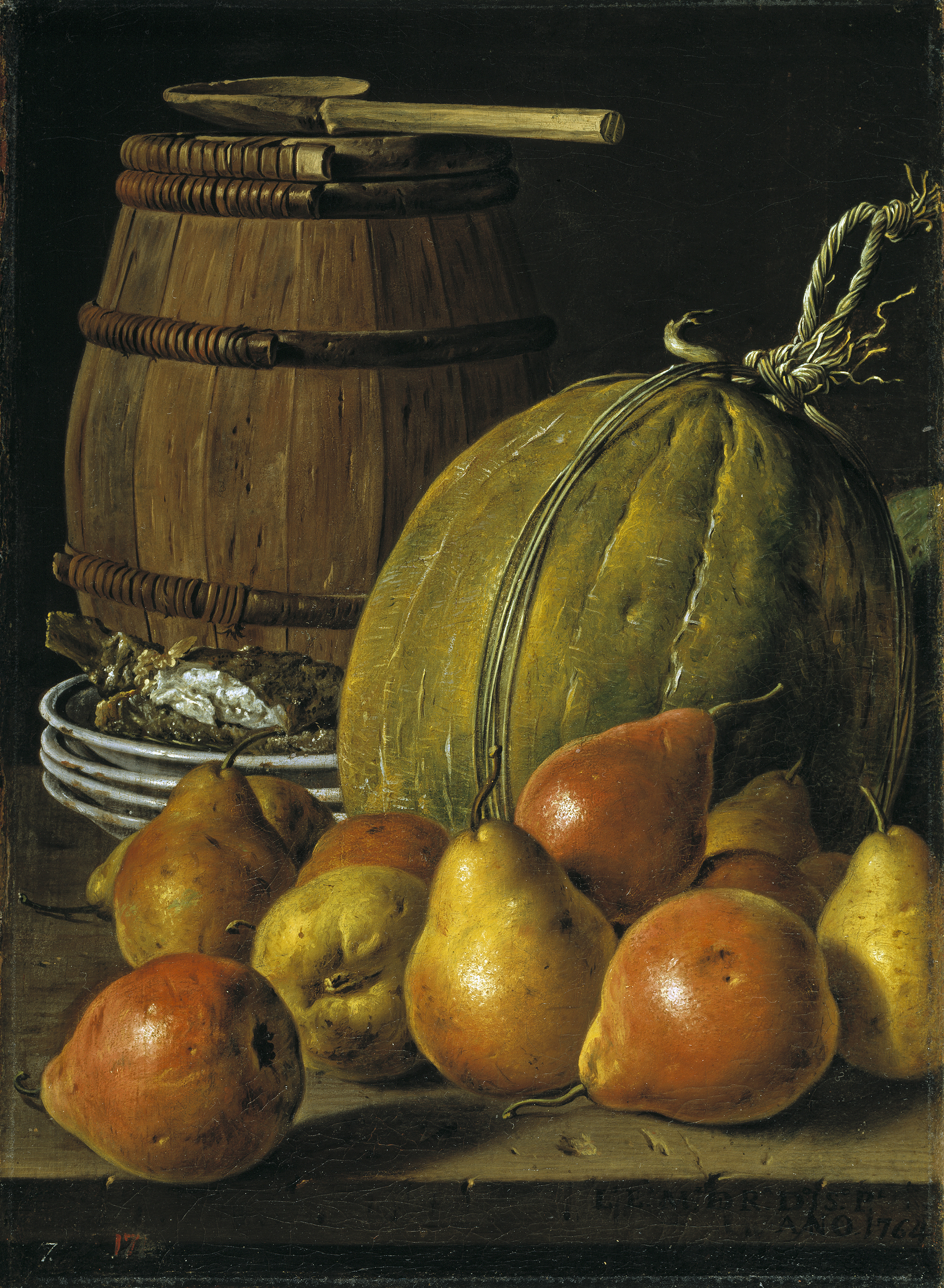
« Дерев'яна діжа, диня, посуд і груші» Луїс Мелендес

Груша досить високоврожайна порода, з одного дерева середнього віку в сприятливі роки можна зібрати до тонни плодів. Найчастіше плоди збирають після часткового або повного обсипання, після легкого струшування дерева. За один робочий день один працівник може зібрати 120—200 кг плодів. Плоди сортують на калібрувальних машинах, після чого відправляють на пункти переробки. Свіжі плоди зберігають протягом двох-трьох місяців у прохолодних приміщеннях. Сушать їх у сушарках, спочатку при температурі 82-84°, пізніше — 70°, зберігають у паперових або матер'яних мішках вагою 20-40 кг.

## Цікаві особливості
Спостереження садівників показують, що груша і ялівець погано уживаються в саду у випадку, якщо знаходяться поряд. Ялівець і груша є носіями одного і того ж виду грибка (лат. Gymnosporangium sabinae), що спричиняє захворювання на іржу груші та ялівцю. В певному сенсі їхнє сусідство має алелопатичні ознаки — насадження ялівцю у грушевому саду можуть призвести до поширення іржі груші, втрати продуктивності грушевого саду і навіть його поступової загибелі.

## У художній культурі
- У повісті І. С. Нечуя-Левицького «Кайдашева сім'я» грушове дерево стає причиною для чергової сварки між родинами братів Кайдашенків. Помиритись родичам вдається лише після того, як груша засохла.